# Hidropesía fetal
Hidropesía fetal conocido también como hydrops fetalis, es un problema muy grave que pone en serio riesgo la vida del bebé antes y después de nacer, dependiendo de la respuesta al tratamiento.

## Características
Se caracteriza por provocar un edema grave, es decir hinchazón en el feto o en el recién nacido, por una cantidad excesiva de líquido que sale del torrente sanguíneo e ingresa a diversos tejidos corporales.

## Etiología
Este problema tiene dos tipos que dependen de su origen.

### Hidropesía inmunitaria
Puede desarrollarse cuando hay una incompatibilidad del sistema Rh (negativo) de la madre y el Rh (positivo) del feto, ocasionando una reacción del sistema inmunitario, o sea, los anticuerpos de la madre, los cuales provocan la destrucción de los glóbulos rojos del feto, provocándole anemia, y como los órganos del bebé no son capaces de compensar la anemia, se puede desarrollar hidropesía, manifestándose en que el corazón comienza a desarrollar insuficiencia y grandes cantidades de líquido se acumulan en los tejidos y órganos fetales.
Afortunadamente este problema ha disminuido mucho con el tratamiento con inmunoglobulina Rh en mujeres con factor Rh negativo.

### Hidropesía no inmunitaria
Es el tipo más frecuente. Afecta a 1 de cada 1000 nacidos y se presenta cuando algunas enfermedades o complicaciones afectan la capacidad del bebé para controlar los líquidos.
Entre las enfermedades o complicaciones que se asocian a la hidropesía no inmunitaria están: anemias graves, infecciones congénitas, defectos pulmonares o cardíacos, anomalías cromosómicas y/o defectos congénitos y enfermedades hepáticas, entre otras.

### Otras causas
También puede deberse a un defecto genético en la síntesis de la cadena alpha de la hemoglobina, que resulta letal. Cuando se presenta el fenotipo homocigoto alpha cero, en el que ninguna de las dos globinas alpha se expresa. Provocando hipoxia interuterina, hepatomegalia y esplenomegalia, insuficiencia renal, aumento de la bilirubina y acaba con la muerte fetal.